# Оита (река)
Оита (яп. 大分川 о:итагава) — река в Японии на острове Кюсю. Протекает по территории префектуры Оита.
Исток Оиты находится под горой Юфу (высотой 1583 м), на территории города Юфу. Река течёт на юго-запад по впадине Юфуин, где в неё впадают реки Асоно и Сери, а потом течёт на юго-восток по горным ущельям до Хадзама. Ниже река протекает по равнине Оита, где в неё впадают Нанасе и Каку, и впадает в залив Беппу Внутреннего Японского моря в городе Оита.
Длина реки составляет 55 км, на территории её бассейна (650 км²) проживает около 260 000 человек. Согласно японской классификации, Оита является рекой первого класса.
84,6 % бассейна реки занимает природная растительность, 10,7 % — сельскохозяйственные земли, 4,7 % застроено.
Уклон реки в верховьях составляет около 1/500-1/1000, в среднем течении — 1/50, в низовьях — 1/200-1/2500. Среднегодовая норма осадков в верховьях и среднем течении реки составляет около 1900—2200 мм, а в низовьях около 1600 мм.
В XX веке крупнейшие наводнения на Оите происходили в 1943, 1953, 1957 и 1993 годах. В 1943 году наводнение привело к гибели 318 человек и разрушению 29996 домов.